# Lobbyregister Bayern
Das Lobbyregister Bayern ist ein Lobbyregister, welches die Beteiligung an Gesetzgebungsprozessen des Bayerischen Landtags und Bayerischen Staatsregierung auf offiziell registrierte Lobbygruppen einschränkt. Verstöße werde mit Geldbußen von bis zu 50.000 Euro geahndet.
Das Lobbyregister Bayern trat am 1. Januar 2022 in Kraft.

## Hintergrund
Der Freistaat geht mit der Einführung eines Lobbyregisters im Grundsatz den gleichen Weg wie der Bund und setzt auf mehr Transparenz. Erst Ende März 2021 hatte der Bundestag auch nach jahrelangen Diskussionen die Einführung des Lobbyregisters beschlossen. Transparency International Deutschland veröffentlichte Anfang 2021 eine Studie, in der Bayern in der Auflistung der Anti-Korruptions-Organisation unter den 16 Ländern auf dem fünftletzten Platz landete.
„Das ist ein wichtiger Schritt, um durch die jüngsten Skandale verloren gegangenes Vertrauen in die Politik wiederherzustellen und unsere Demokratie zu schützen“, sagte Freie Wähler-Fraktionschef Florian Streibel. Nach mehren Korruptionsvorwürfen, wie dem Abgasskandal oder der Maskenaffäre, wo auch bayerische Abgeordnete im Verdacht stehen, wurde der Druck von Opposition und Gesellschaft, mehr Transparent zu schaffen, erhöht.
Nach diversen Anträgen der Oppositionsparteien im Bayerischen Landtag, forderten Anfang 2021 auch die Freien Wähler ein neues Gesetz. Nach Aufdeckung der Maskenaffäre, einhergehend mit einem potenziellen Untersuchungsausschuss der Oppositionen, hat sich nun auch die CSU entschlossen, gemeinsam mit den Freien Wählern einen Gesetzesentwurf aufzusetzen. Der Entwurf wurde im Landtag verabschiedet und tritt nun ab Januar 2022 als das „schärfste und modernste Gesetz in Deutschland“ in Kraft:
„Die neuen Verhaltensregeln stellen sicher, dass Abgeordnete ihr Mandat nicht für private Bereicherung nutzen können. Wir sorgen für maximale Transparenz bei Nebeneinkünften, und verhindern, dass es zu Interessenkollisionen kommt. Das Gesetz ist das modernste, und weitgehendste zu dieser Frage in Deutschland. Zudem war mir wichtig, dass wir schnell und konsequent auf Verfehlungen einzelner Mandatsträger reagiert haben.“- Thomas Kreuzer, Vorsitzender der CSU-Fraktion im Bayerischen Landtag

## Inhalte
(Quelle: )
- Registrierungspflicht für Lobbyisten und Interessenvertreter
- Grundsätzlich sollen Abgeordnete weiter Nebentätigkeiten haben aber nur begrenzt und transparent. Nebeneinnahmen sollen ab dem ersten Cent angegeben werden
- Bezahlte Lobbyarbeit wird verboten
- Honorare für Reden und Vorträge sind für Abgeordnete verboten
- Karenzzeit für Ex-Regierungsmitglieder: Wer in die Wirtschaft wechselt, muss das bis zu zwei Jahre nach Ausscheiden aus der Regierung melden. Die kann sogar ihr Veto einlegen.
- Eigene Geschäfte mit dem Staat sind nur in geringen Ausnahmefällen erlaubt
- Bei Übermittlung von Geschäften darf keine Provision gezahlt werden
- Beteiligungen an Kapital- oder Personengesellschaften müssen nun ab 5 % (statt bisher 25 %) offengelegt werden